# Bavinchove

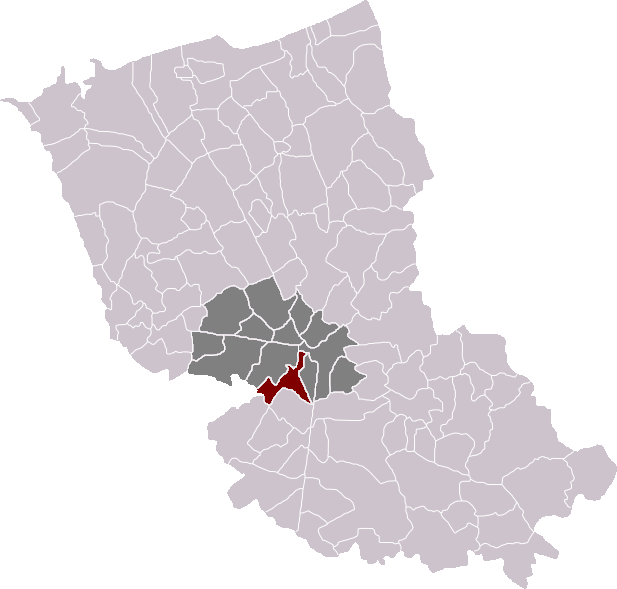
Localització de Bavinchove

Bavinchove (en neerlandès Bavinkhove) és un municipi francès, situat a la regió dels Alts de França, al departament del Nord, que forma part de la Westhoek. L'any 2006 tenia 939 habitants. Limita al nord-oest amb Zuytpeene, al nord amb Cassel, a l'oest amb Clairmarais, a l'est amb Oxelaëre, al sud-oest amb Renescure i al sud amb Staple.

## Demografia
| Evolució de la població Cassini i INSEE |      |      |      |       |       |      |      |      |
| 1793                                    | 1800 | 1806 | 1821 | 1831  | 1836  | 1841 | 1846 | 1851 |
| 903                                     | 898  | 920  | 931  | 1 056 | 1 003 | 960  | 983  | 970  |

| 1856 | 1861 | 1866 | 1872 | 1876 | 1881 | 1886 | 1891 | 1896 |
| ---- | ---- | ---- | ---- | ---- | ---- | ---- | ---- | ---- |
| 910  | 885  | 863  | 880  | 864  | 900  | 860  | 873  | 839  |

| 1901 | 1906 | 1911 | 1921 | 1926 | 1931 | 1936 | 1946 | 1954 |
| ---- | ---- | ---- | ---- | ---- | ---- | ---- | ---- | ---- |
| 809  | 821  | 832  | 807  | 786  | 815  | 816  | 781  | 749  |

| 1962 | 1968 | 1975 | 1982 | 1990 | 1999 | 2006 | 2011 | 2016 |
| ---- | ---- | ---- | ---- | ---- | ---- | ---- | ---- | ---- |
| 765  | 745  | 741  | 747  | 848  | 955  | -    | -    | -    |

| 2019 | - | - | - | - | - | - | - | - |
| ---- | - | - | - | - | - | - | - | - |
| -    | - | - | - | - | - | - | - | - |

## Història
- 1054: Arnulf III de Flandese, dit Arnulf el Dissortat va morir a Bavinchove

## Administració
| Període | Identitat      | Partit |
| ------- | -------------- | ------ |
| 1995-   | Jean-Luc Fache |        |